# Ertholmene - det østligste Danmark
Ertholmene - det østligste Danmark er en dansk naturfilm fra 1948, der er instrueret af Arthur Christiansen.

## Handling
Billeder af naturen, befolkningen og de gamle fæstningsanlæg på Christiansø og Frederiksø og af fuglelivet på Græsholmen, der er fredet som videnskabeligt reservat. Man ser følgende fugle: sildemåge, sølvmåge, stormåge, lomvier, alke og edderfugle.